# Firmin Dugas
Firmin Dugas (8 mars 1830-16 mars 1889) est un meunier et homme politique fédéral, provincial et municipal du Québec.

## Biographie
Né à Rawdon au Bas-Canada, il étudie au Collège de l'Assomption. Après été propriétaire et opérateur de nombreuses minoteries et scieries à Saint-Liguori, il devient maire de cette municipalité en 1860, poste qu'il occupa jusqu'en 1862.
Élu député du Parti conservateur du Québec dans la circonscription provinciale de Montcalm en 1867, il est réélu en 1871. Il démissionne en 1874 pour demeurer député au fédéral, puisque la pratique du double mandat devint interdite.
Élu député du Parti conservateur dans la circonscription fédérale de Montcalm lors de l'élection partielle de 1871 déclenchée après la démission du député Joseph Dufresne. Réélu en 1872, 1874, 1878 et en 1882, il fut défait en 1887 par le conservateur Olaüs Thérien alors que Dugas se présentait comme candidat nationaliste.
Il est mort à Saint-Alphonse-de-Liguori dans le comté de Montcalm à l'âge de 59 ans.
Son fils, Louis Euclide Dugas, sert comme député fédéral de Montcalm de 1891 à 1900.